# Niederstadtfeld
Niederstadtfeld település Németországban, Rajna-vidék-Pfalz tartományban. Lakosainak száma 472 fő (2023. december 31.).

## Népesség
A település népességének változása:
| Lakosok száma | 468  | 452  | 447  | 437  | 471  | 472  |
|               | 1975 | 2017 | 2019 | 2021 | 2022 | 2023 |